# Svilen Rusinov
Svilen Rusinov, född den 29 februari 1964 i Pleven, Bulgarien, är en bulgarisk boxare som tog OS-brons i Supertungviktsboxning 1992 i Barcelona. I semifinalen förlorade han mot den nigeranske boxaren Richard Igbineghu med 7-9. 1999 påbörjade han sin proffskarriär. Han ställde bara upp i en match efter detta, och vann matchen. Därefter valde han att sluta tävla.